# Torvalvspindel
Torvalvspindel (Maro minutus) är en spindelart som beskrevs av O. Pickard-Cambridge 1906. Torvalvspindel ingår i släktet Maro och familjen täckvävarspindlar. Arten är reproducerande i Sverige. Inga underarter finns listade i Catalogue of Life.